# Aluga-Se Moças
Aluga-Se Moças é um filme de 1981 dirigido e roteirizado por Deni Cavalcanti.
O filme tem como atração a cantora Gretchen, em parceria com as chacretes Rita Cadillac, Índia Amazonense, Lia Holywood e outras. Ficou mais de um ano em cartaz.

## Elenco
- Gretchen.... Beth Lara
- Rita Cadillac.... Paula
- Índia Amazonense .... Cláudia
- Lia Hollywood .... Ângela
- Deni Cavalcanti .... Rafael
- Marcelo Coutinho .... Odair
- Tânia Gomide .... Marli
- Oásis Minitti
- Jota Santana
- Zayra Zordan

## Estreia e recepção
Rubens Ewald Filho reprovou o erro de concordância no título do filme e disse que nunca viu "nada pior do que a fita da Gretchen". Para ele, o longa "destrói completamente a carreira" da cantora, "expondo seu corpo feio, sua absoluta falta de talento, ao lado de um elenco horroroso". O crítico afirma que filme foi "mal fotografado" e tem "diálogos imbecis".
Em uma coluna publicada na Folha de S. Paulo, o professor Pasquale Cipro Neto disse que o título do filme "traz um dos maiores erros ortográficos já vistos no cinema brasileiro". De acordo com Cipro Neto, o título não tem erro ortográfico, mas de sintaxe, pois o verbo deve concordar com o sujeito paciente (no caso, a palavra "moças").

## Bilheteria
Trazendo Gretchen e um elenco com várias integrantes do programa do Chacrinha, o filme conquistou sucesso imediato. Em uma semana, o longa obteve 2,4 milhões de cruzeiros durante sua exibição no Cine Condor, superando em 900 mil cruzeiros o filme Os Caçadores da Arca Perdida, de Steven Spielberg.
De acordo com dados da Ancine, o filme teve um total de 3.082.925 espectadores.